# JA東日本くみあい飼料
JA東日本くみあい株式会社（じぇいえいひがしにほんくみあいしりょう）は、全国農業協同組合連合会（JA全農）系列の飼料・肥料の製造販売会社。

## 概要
全国に4社あるJA全農系地域別飼料会社の一つで関東地方および中部地方の16都県における飼料・肥料の製造および販売事業を行う。1970年（昭和45年）7月に東日本くみあい飼料株式会社として設立、2008年（平成20年）4月1日にジェイエイ東海くみあい飼料株式会社と合併し、現社名に商号変更した。

## 沿革
- 1950年（昭和25年）7月 - 全購連の直営工場として飼料生産を開始（後の栃木くみあい飼料）
- 1951年（昭和26年） - 群馬配合肥料株式会社として設立
- 1953年（昭和28年） - 群馬配合肥料株式会社が社名を関東化成工業株式会社に改称
- 1964年（昭和39年）
  - 10月 - 間々田くみあい飼料株式会社設立
  - 12月 - 愛知くみあい飼料株式会社創立
- 1965年（昭和40年）5月 - 群馬くみあい飼料株式会社設立
- 1969年（昭和44年）
  - 4月 - 栃木くみあい飼料株式会社設立
  - 5月 - 東海くみあい飼料株式会社設立
- 1970年（昭和45年）7月 - 東日本くみあい飼料株式会社設立
- 1975年（昭和50年）8月 - 信越くみあい飼料株式会社設立
- 1987年（昭和62年）
  - 10月 - 東日本くみあい飼料株式会社が茨城飼料工業株式会社、千葉くみあい飼料株式会社を吸収合併
  - 11月 - 東海くみあい飼料(株)が愛知くみあい飼料株式会社を吸収合併
- 1988年（昭和63年）10月 - 栃木くみあい飼料株式会社が間々田くみあい飼料株式会社を吸収合併
- 1992年（平成4年） - 群馬くみあい飼料株式会社と関東化成工業株式会社が合併し、社名を関東くみあい化成工業株式会社と改称
- 2001年（平成13年）4月 - 東海くみあい飼料がジェイエイ東海くみあい飼料株式会社と名称変更
- 2003年（平成15年）4月 - 東日本くみあい飼料株式会社、栃木くみあい飼料株式会社、信越くみあい飼料株式会社、関東くみあい化成工業株式会社の4社合併により、JA東日本くみあい飼料株式会社発足
- 2008年（平成20年）4月 - ジェイエイ東海くみあい飼料株式会社がJA東日本くみあい飼料株式会社と合併

## 事業所

### 現行
- 東関東支店（茨城県神栖市）
- 北関東支店（群馬県太田市）
- 東海支店（愛知県知多市）
- 北陸駐在（富山県射水市）
- 岐阜駐在（岐阜県岐阜市）
- 三重駐在（三重県津市）
- 神奈川営業所（神奈川県平塚市）
- 山梨営業所（山梨県南アルプス市→甲府市へ移転）
- 長野営業所（長野県上伊那郡辰野町）
- 新潟営業所（新潟県北蒲原郡聖籠町）
- 鹿島工場（茨城県神栖市） - 1994年（平成6年）9月新工場稼動
- 太田工場（群馬県太田市） - 2008年（平成20年）3月稼動
- 赤城工場（群馬県みどり市） - 1961年（昭和36年）4月稼動
- 新潟工場（新潟県北蒲原郡聖籠町） - 1988年（昭和63年）4月稼動
- 知多工場（愛知県知多市） - 2009年（平成21年）3月新工場稼動
- 清水工場（静岡県静岡市清水区） - 1989年（平成元年）7月稼動
- 大間々肥料工場（群馬県みどり市） - 1981年（昭和56年）9月稼動

### 過去
- 辰野工場（長野県上伊那郡辰野町） - 2003年（平成15年）閉鎖
- 群馬工場（群馬県高崎市） - 2008年（平成20年）5月閉鎖
- 小山工場（栃木県小山市） - 2008年（平成20年）10月閉鎖
- 蒲郡工場（愛知県蒲郡市） - 2009年（平成21年）3月閉鎖